# Masao Ōno
Masao Ōno (jap. 大埜 正雄 Ōno Masao; ur. 2 marca 1923, zm. 11 lutego 2001) – japoński piłkarz, reprezentant kraju.

## Kariera klubowa
Jako piłkarz grał w klubie Nissan Chemical.

## Kariera reprezentacyjna
W reprezentacji Japonii zadebiutował 14 marca 1954 w meczu przeciwko reprezentacji Korei Południowej. W sumie w reprezentacji wystąpił w 3 spotkaniach.

## Statystyki
| Reprezentacja Japonii | Reprezentacja Japonii | Reprezentacja Japonii |
| Rok                   | Mecze                 | Gole                  |
| --------------------- | --------------------- | --------------------- |
| 1954                  | 3                     | 0                     |
| Razem                 | 3                     | 0                     |